# Spermacoce gilliesiae
Spermacoce gilliesiae là một loài thực vật có hoa trong họ Thiến thảo. Loài này được (Specht) J.R.Clarkson miêu tả khoa học đầu tiên năm 1993.